# Umuarama
Umuarama è un comune nello stato di Paraná, in Brasile. La sua popolazione, secondo le stime dell'Istituto brasiliano di geografia e statistica nel 2019, era di 111.557 abitanti, essendo la 18ª città più popolosa dello stato. Le sue attività principali sono l'allevamento di carni bovine e la prestazione di servizi.
Umuarama è anche conosciuta come la capitale dell'amicizia. La città è una delle principali città di Paraná e centro della regione dell'Entre Rios, una regione con una popolazione stimata di circa 410.000 abitanti. Con lo sviluppo, c'è stata una crescita delle attività commerciali e un aumento della popolazione urbana.
Il comune di Umuarama era al terzo posto tra quelli che hanno generato il maggior numero di posti di lavoro nello stato di Paraná nella prima metà del 2011, secondo solo a Curitiba e Ponta Grossa. Oltre alla significativa crescita delle costruzioni, Umuarama ha anche notevoli cifre economiche, come: il secondo più grande hub di mobili del Paraná, il più grande produttore di carne dello stato, un centro universitario con oltre 100 corsi, un centro commerciale e un fornitore di servizi.
Situato nel nord-ovest dello stato, a una distanza di 580 km dalla capitale (Curitiba) e 115 km dal Paraguay. Si trova a 430 metri sul livello del mare tra la latitudine 23º 47 '55 sud e la longitudine 53º 18 '48 ovest.